# Leuenbergeria bleo

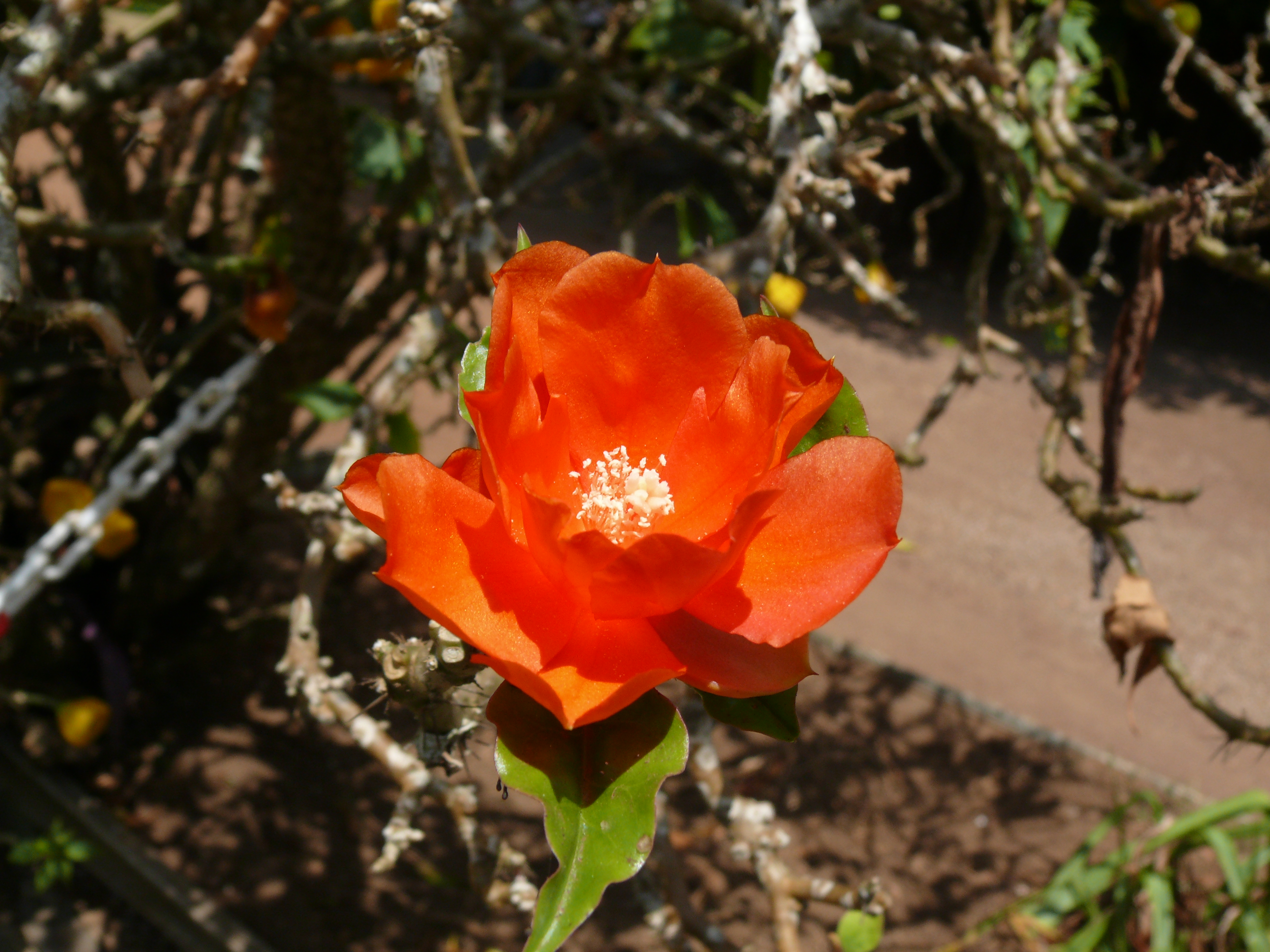
Blüte

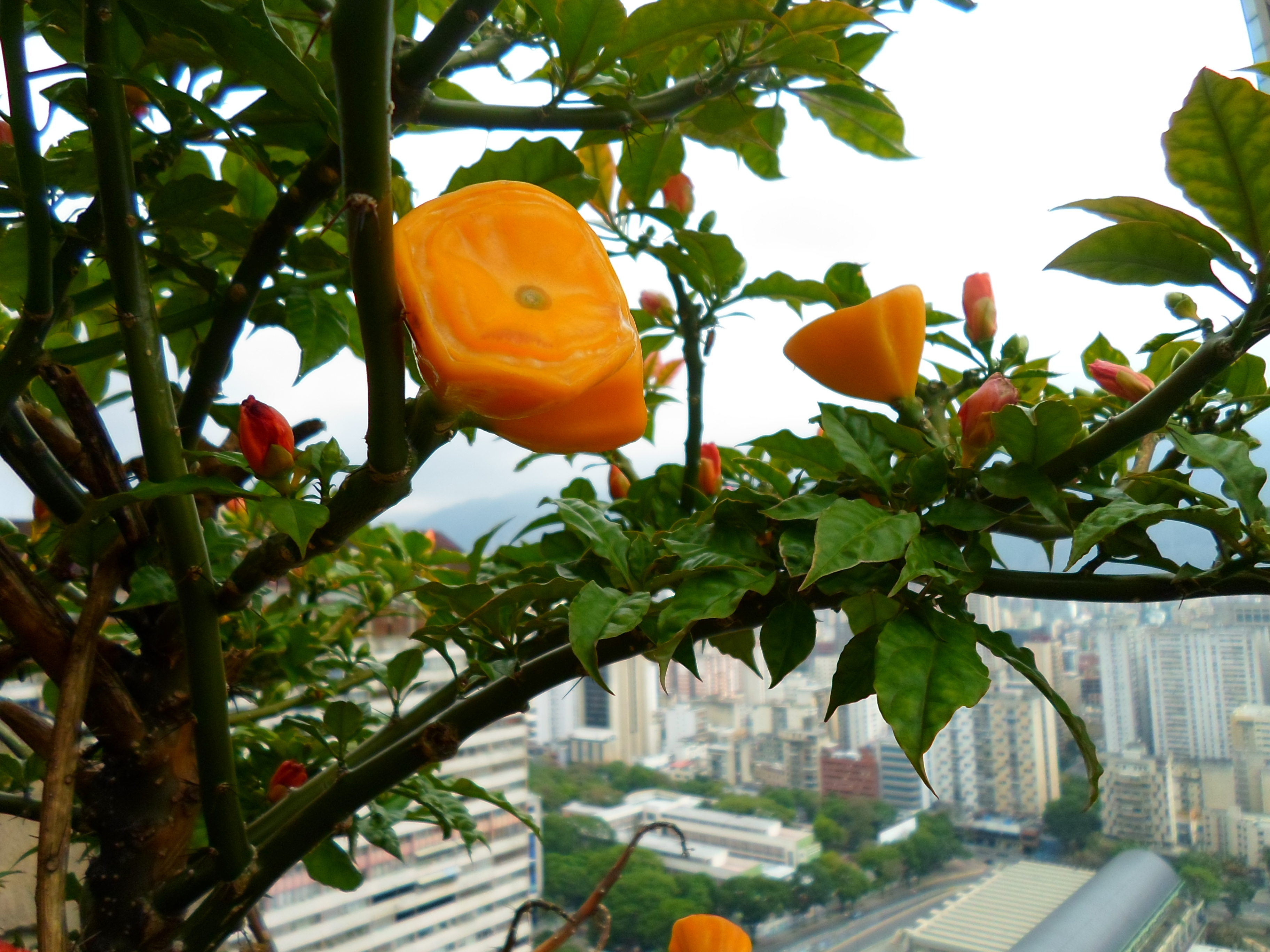
Frucht

Leuenbergeria bleo ist eine Pflanzenart in der Gattung Leuenbergeria aus der Familie der Kakteengewächse (Cactaceae). Das Artepitheton bleo verweist auf einen in Kolumbien gebräuchlichen Namen für die Art. Spanische Trivialnamen sind „Bleo“, „Bleo de Chupa“, „Chupa“, „Chupa Melón“, „Najií“, „Najú de Culebra“ und „Najú de Esoubas“.

## Beschreibung
Leuenbergeria bleo wächst als Strauch oder kleiner Baum und erreicht Wuchshöhen von 2 bis 8 Metern mit Stämmen von bis zu 15 Zentimetern Durchmesser. Die olivgrünen bis bräunlich grauen Zweige sind glatt und gelegentlich unbedornt. Die wechselständig an den Zweigen angeordneten Laubblätter sind deutlich bis zu 3 Zentimeter lang gestielt. Die Blattspreite ist mit einer Länge von 6 bis 20 Zentimetern und einer Breite von 2 bis 7 Zentimetern elliptisch bis länglich oder lanzettlich. Die fiedernervigen Blattspreiten weisen vier bis sechs, oft gabelförmige Seitenverzweigungen auf. Die Dornen stehen parallel in Bündeln oder sind ausgebreitet. An den Zweigen sind bis zu fünf, 5 bis 10 Millimeter lange Dornen vorhanden. An den Haupttrieben sind es je Areole bis zu 40 Dornen, die 2 Zentimeter lang sind.
Die Blüten stehen endständig oder erscheinen seitlich in Blütenständen. Die kahlen, leuchtend roten, scharlachroten, lachsfarbenen oder orangeroten Blüten erreichen Durchmesser von 4 bis 6 Zentimetern. Das Receptaculum ist kantig und kreiselförmig.
Die mehr oder weniger kugelförmigen Früchte sind kahl oder entlang ihres oberen Randes mit ein oder zwei Brakteen besetzt. Die bei Reife gelben Früchte sind essbar und schmecken sauer.

## Verbreitung, Systematik und Gefährdung
Leuenbergeria bleo ist in Panama und Kolumbien entlang von Flüssen und Bächen sowie in Sekundärwald von Meereshöhe bis in Höhenlagen von 1300 Metern verbreitet.
Die Erstbeschreibung als Cactus bleo erfolgte 1823 durch Karl Sigismund Kunth. Joël Lodé stellte die Art 2012 in die Gattung Leuenbergeria. Weitere nomenklatorische Synonyme sind Pereskia bleo (Kunth) DC. (1828) und Rhodocactus bleo (Kunth) F.M.Knuth (1936).
In der Roten Liste gefährdeter Arten der IUCN wird die Art als „Least Concern (LC)“, d. h. als nicht gefährdet geführt.

## Nutzung
Zerstampfte Blätter von Leuenbergeria bleo wurden zur Klärung von Trinkwasser genutzt.

## Nachweise